# Balut (spil)
 Der er for få eller ingen kildehenvisninger i denne artikel, hvilket er et problem. Du kan hjælpe ved at angive troværdige kilder til de påstande, som fremføres i artiklen.

 For alternative betydninger, se Balut. (Se også artikler, som begynder med Balut)
Balut er et spil opfundet lige efter afslutningen på den anden verdenskrig af en amerikansk soldat, der manglede spillekort til et spil poker. Han var udstationeret på Cebu i Filippinerne, og gav oprindeligt spillet navnet Poker Dice. I begyndelsen af 1970'erne besøgte en dansker ved navn Niels Lumholdt i forbindelse med sit arbejde for Thai Airways ofte Filippinerne, og lærte her spillet, som han tog med sig tilbage til Bangkok, hvor han boede. Han besluttede sig for at kalde spillet balut. Ordet balut er det filippinske ord for et andeæg, der er delvist udruget. Disse æg sælges på gader og stræder i Filippinerne af gadesælgere, der går rundt og råber BALUUUUT. Disse æg bliver spist og det siges, at det skulle hjælpe på potensen.[kilde mangler] Det er blevet en form for national spise.

## Historie
- 1945 Terningespillet Balut opfindes i Filippinerne.
- 1972 Den International Balut Federation etableres i Bangkok.
- 1979 Reglerne for spillet ændres dramatisk af Søren Milholt. Han introducerede pointbegrebet per kategori.
- 1997 Troels T. Carstensen tilføjer jackpot-elementet til balut og kalder spillet for Jackpot Balut. Den International Balut Federation har ophavsret til dette regelsæt.